# Francesco Maria Cipriani
Francesco Maria Cipriani OSBCoel  (* 22. Juli 1773 in Norcia; † 28. Dezember 1843 in Veroli?) war ein italienischer römisch-katholischer  Geistlicher, Ordensmann und  Prälat.

## Leben
Francesco Maria Cipriani wurde am 22. Juli 1773 in Norcia in der Diözese Spoleto geboren. Er trat in die Kongregation der Cölestiner ein, wurde am 21. Mai 1796 zum Priester geweiht und wenige Jahre später, 1798, zum Prior des Klosters Norcia ernannt. Von 1799 bis 1810 war er Pfarrer der römischen Kirche Santa Maria in Posterula im Bezirk Ponte. Im Juni 1810 wurde er, weil er sich weigerte, Napoleon einen Eid zu leisten, zusammen mit anderen Geistlichen zuerst nach Parma, dann nach Korsika deportiert. Als er auf der Insel landete, wurde er in Bastia eingesperrt und anschließend unter einem strengen Regime in der Zitadelle Calvi bis zu seiner Befreiung im Mai 1814 interniert. Nur wenige Monate später, am 26. September, wurde er zum Bischof der Diözese Veroli ernannt. Es war Papst Pius VII. selbst, der ihm die Bischofsernennung mitteilte, die für Cipriani eine Belohnung für seine Treue zum Apostolischen Stuhl in diesen stürmischen Jahren darstellte. Am darauffolgenden 2. Oktober erhielt Cipriani von Kardinal Lorenzo Litta die Bischofsweihe in der Kirche Il Gesù in Rom. Er starb im Alter von 70 Jahren am 28. Dezember 1843 und wurde in der Kathedrale von Veroli begraben.